# María de Jesús y del Espino
'Maria de Jesús i del Espino, va néixer a Hoyos de l'Espino (Àvila) el 1589 i va morir amb fama de santedat al Monestir de la Mare de Déu a Piedrahíta (Àvila) el 22 de gener de 1662. Va ser una Mística espanyola de l'Escola ascètica carmelita del segle XVII.

## Biografia
Els seus pares van ser Juan Muñoz i María Sánchez Chamorro. Va tenir un altre germà més petit José Muñoz Sánchez (1593) que posteriorment va ser sacerdot. Batejada a l'Església parroquial de la nostra Senyora de l'Espino, de qui rep el seu tercer nom, a la localitat d'Hoyos de l'Espino el dia de Nadal de 1589.

La petita Maria va cultivar des de molt aviat una intensa vida de pietat, rebent diverses gràcies místiques. Li agradava referir-se al nen Jesús com el seu “xaiet” mostrant-se així la seva confiança en el Senyor per mitjà de la “Infància espiritual”. Als tres anys i mig va rebre la gràcia dels desposoris amb Crist. Al Santuari de la Verge de l'Espino va ser conduïda per un noi d'aspecte angelical, davant la Verge i el Nen que van estendre les mans per agafar la seva. Així, diu ella, la Mare de Déu els va unir en matrimoni. Al cap de pocs mesos, amb quatre anys, rep una altra gràcia per mitjà de la Verge Dolorosa que li diu: 
| « | "Si has de ser la dona del meu fill, has de portar aquests ganivets". | » |

Però la seva vida no va consistir només en gràcies místiques, la major part d'ella va ser una vida senzilla de servei i caritat, fins i tot abans d'entrar al Carmel. Les tasques domèstiques; el ròssec de la llenya del bosc; el llaurar amb la junta de bous; el conduir a Salamanca carretes carregades de llenya; servir el seu germà sacerdot i, mort aquest, altres dos rectors del poble; educar nens entremaliats; prestar els més humils serveis al pare tolit del capellà Contreras. Mostra d'aquest esperit de fraternitat cristiana va ser el lliurament del donatiu que ella va rebre en un any de carestia per part del duc d'Alba a la pobra Jerònima i els seus cinc fills necessitats.

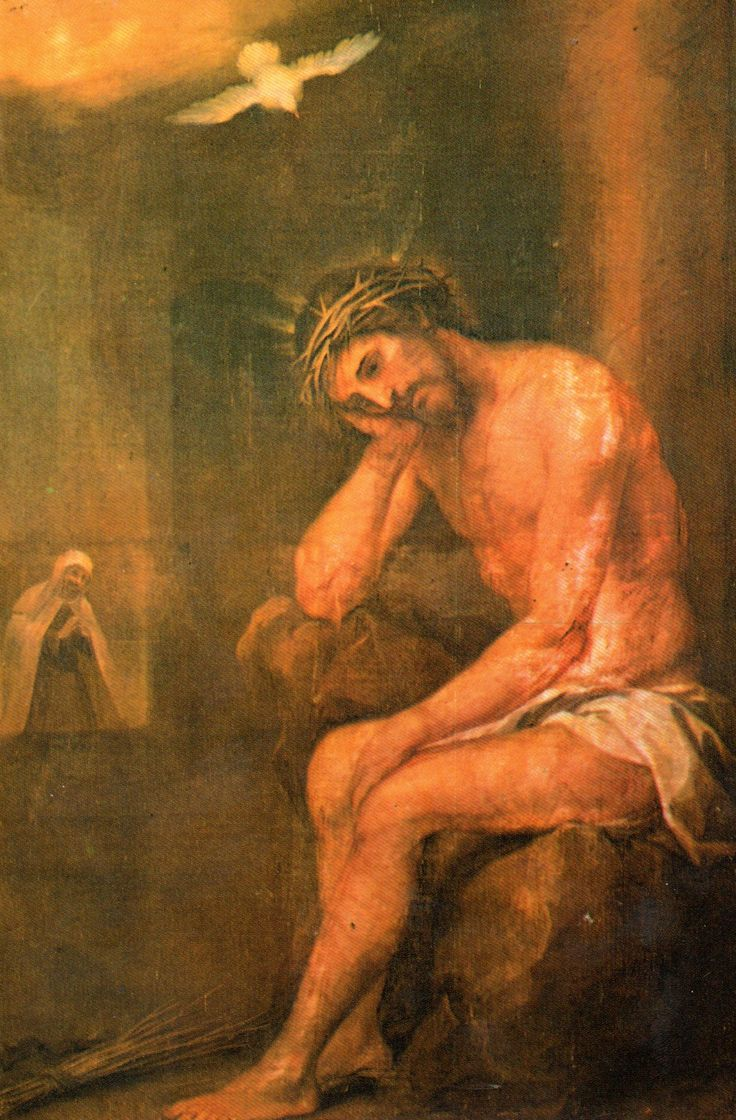
"Ecce Homo" d'Alonso Cano manat pintar per la Venerable

D'avançada edat ingressa al Carmel de Piedrahíta, portant una vida intensa de penitència i oració. Va rebre la gràcia mística de ser coronada d'espines per Jesús i, mostrant-li tan llastimosos com va quedar després de la flagel·lació li va enviar li fes pintar així. La Venerable per mitjà del gran pintor granadí Alonso Cano va dur a terme aquest mandat del propi Crist, pintant-se d'aquesta manera el així anomenat "Crist Granadí" que es conserva al convent fins a l'octubre del 2023 en què va ser retirat i embalat amb destinació sense confirmar.
Totalment cega en els darrers anys de la seva vida, s'incorpora al llit de mort i, adorant el Santíssim Sagrament durant la Santa Missa, mor als setanta-tres anys, el 23 de gener de 1662.
Previ un seriós procés informatiu sobre la seva vida, virtuts i intercessió per mitjà de favors, l'Il·lm. Sr. Fr. Pedro Pérez d'Ayala, el 16 de maig de 1735 va elevar les seves restes mortals del sòl a l'entrecor, damunt del combregatori de les religioses. En l'actualitat s'està a l'espera que s'iniciï el seu procés de beatificació i cada 14 de maig a la seva localitat natalicia Hoyos del Espino se celebra una festa en honor seu.

## Escrits
- A. M. López Sendín, Flor de Gredos, Ávila 1980.
- P. Mateo Grogero, Vida de la Venerable comentada por el P. Mateo Grogero y publicada por el P. Luis de Santa Teresa (1720).
- J. Carrera Medina, Vida de la Venerable escrita por D. José Carrera Medina (1872).